# Мюрат, Наполеон Ахилович
Принц Наполеон (Луи-Наполеон) Ахилович Мюрат (фр. Louis Napoléon Achille Charles Murat, 25 августа 1872 года — 14 июня 1943 года) — российский военачальник, генерал-майор российской армии (1917). Олимпийский чемпион 1900 года по конному спорту в дисциплине Hacks and hunter в составе сборной Франции.

## Биография
Католик. Принц из рода Мюратов. Правнук неаполитанского короля маршала Иоахима Мюрата и младшей сестры Наполеона I Каролины. Отец — принц Ашиль (Ахилл) Шарль Луи Наполеон Мюрат, мать — грузинская княжна Саломея Давидовна Дадиани. По материнский линии Наполеон Мюрат — внучатый племянник Нины Чавчавадзе, супруги русского писателя и дипломата Александра Грибоедова. После женитьбы в 1868 году отец поселился в имении жены, в Тифлисской губернии. Луи-Наполеон Мюрат родился в 1872 году в Брюнуа, Франция. Всего в семье было два сына и дочь.
20 августа 1891 года Наполеон Мюрат поступил на службу во французскую армию, учился в Самюрской кавалерийской школе. После окончания учёбы служил в 25-м драгунском полку. С началом Русско-японской войны перешёл на российскую службу поручиком лейб-гвардии Конного полка, затем 2-го Дагестанского конного полка, участвовал в боевых действиях, 9 февраля 1905 года, во время вылазки для подрыва железнодорожного моста к югу от Хайчена был ранен. За боевые отличия был награждён шестью орденами.
После войны продолжал службу в лейб-гвардии Конном полку, был известен как отличный кавалерист, большой любитель воздухоплавания, а также как кутила и бретёр. Изначально он владел большим состоянием во Франции и был крупным землевладельцем в России, за несколько лет промотал всё своё состояние — около двух миллионов рублей. Не имея средств для службы в гвардии, в чине ротмистра гвардии вышел в отставку, но уже через 18 дней вернулся на службу с переименованием в подполковники. С 10 октября 1909 года — помощник заведующего курсов обучения офицеров в Офицерской кавалерийской школе, с 1 ноября 1911 года состоял по Военному Министерству (вышел в запас). Уехал в Америку, где занимался оборудованием конного завода для местного нефтяного магната.
С началом Первой мировой войны немедленно вернулся на службу, 12 сентября 1914 года был назначен помощником командира Ингушского конного полка «Дикой дивизии». За бои в Карпатах в декабре 1914 года — январе 1915 года был удостоен ордена Святого Владимира 3-й степени с мечами, но там же сильно обморозил ноги, кроме того его сильно мучили начавшиеся ревматизм и подагра. Ходил он всё с большим трудом, вместо сапог вынужден был носить бархатные валенки.
С 27 марта 1915 года командовал полком Офицерской кавалерийской школы, с ноября 1915 года — в распоряжение Главнокомандующего Кавказской армии, с 1 августа 1916 года — командир 12-го драгунского Стародубовского полка. После Октябрьской Революции проживал в Грузии, в Гражданской войне не участвовал.
После перехода власти в Грузии к большевикам эмигрировал во Францию, проживал в Ницце. В 1928 году стал кавалером ордена Почётного легиона. Ноги ему пришлось ампутировать, передвигался он на тележке. Зарабатывал на жизнь переводами книг с русского на французский.
Умер в 1943 году в Ницце. Женат Мюрат не был, детей не имел.

## Семья
- Отец — принц Мюрат, Ашиль (Ахилл) Шарль Луи Наполеон (2.01.1847, Бордентаун, Нью-Джерси — 27.02.1895, Чкадуаши)
- Мать — княжна Дадиани, Саломея Давидовна (13.12.1848, Горди — 23.07.1913, Париж)
- Брат — принц Мюрат, Люсьен Шарль Давид Наполеон (9.07.1870, Мустафа, Алжир — 20.12.1933, Рабат, Марокко). Проходил службу во французской армии, после установления республики вышел в отставку, проживал в Грузии. После Октябрьской Революции эмигрировал в Марокко. Был женат на Мари, дочери Алена герцога де Роган-Шабо (Rohan-Chabot).
- Сестра — принцесса Мюрат, Каролина-Екатерина-Гортензия-Антонина (Антуанетта) (15.08.1879, Зугдиди — 22.01.1954, Ницца). Замужем не была, детей не имела. После смерти матери приняла русское подданство. После Октябрьской революции эмигрировала во Францию.

## Чины
- Поручик — (старшинство (ст.) 26.03.1904)
- Подъесаул — (ст. 02.09.1905)
- Есаул — 1905 (ст. 26.10.1905) — за отличие
- Штабс-ротмистр гвардии — (ст. 25.05.1906)
- Ротмистр гвардии — (ст. 18.07.1908)
- Подполковник — (ст. 18.07.1908)
- Полковник — 03.06.1910 (ст. 03.06.1910)
- Генерал-майор — 1917

## Награды
- Орден Святой Анны 4-й степени с надписью «За храбрость» (1904);
- Орден Святой Анны 3-й степени с мечами и бантом (ВП от 18.12.1905) — за отличия в делах против японцев;
- Орден Святого Станислава 3-й степени с мечами и бантом (ВП от 18.12.1905) — за отличия в делах против японцев;
- Орден Святого Станислава 2-й степени с мечами (1905);
- Орден Святого Владимира 4-й степени с мечами и бантом (1905);
- Орден Святой Анны 2-й степени с мечами (1905);
- Орден Святого Владимира 3-й степени с мечами (9.01.1915).